# Поликлет Стари
Поликлет (на старогръцки: Πολύκλειτος) е древногръцки скулптор от средата и втората половина на 5 в. пр. Хр. Той се счита за първия теоретик на естетиката, а възгледите му - отразени в труда му, известен като Canon (Правило).
Един от най-известните скулптори на класическия период на Древна Гърция, съвременник и съперник на Фидий. Според Плиний Стари, той е ученик е на Агелад. Известни последователи на Поликтет Стари са Скопас и Лизип, а Поликлет Млади вероятно е негов потомък.

## Похвати
Поликтет Стари придава голямо значение на ритъма и симетрията (пропорциите, съразмерността, равновесието), той се стреми да изобрази идеалните пропорции и хармония на човешкото тяло. Обръща голямо внимание и динамичното противопоставяне между свободно отпуснатите и напрегнатите части на тялото, както и посоките им на движение. Неговите статуи на млади атлети са балансирани, ритмични и с фини детайли и въплъщават именно тези принципи. Свободното използване на контрапост (contrapposto - представяне на човешкото тяло завъртяно около въображаема вертикална математическа ос) спомага да се разчупи традицията на строго фронтално ориентираната поза, застъпена при създаването на статуите от тип "курос" .

## Произведения
Поликлет Стари печели конкурс сред най-добрите древни майстори за изпълнение на статуя на амазонка ("Ранената амазонка"), обявен при строежа на Храма на Артемида в Ефес. Според Павзаний, той е автор на статуя на богинята Хера на трон, изработена от злато и слонова кост в храма ѝ (Херайон) в Аргос, съперничеща по красота на известните хризоелефантни статуи на Фидий, изобразяващи богинята Атина (Атина Партенос в Партенона в Атина) и (Зевс Олимпийски в Олимпия).
- Дорифор
- Диадумен, римско мраморно копие, Национален археологически музей в Атина
- Дискофор, Британски музей

Най-известен е с умението си да вае статуи на мъже. Скулптурите му са предимно на атлети, сред които: „Дорифор(ос)“ („Δορύφορος“/„Копиеносец“; бронзова статуя на силен атлет с копие), „Дискофор(ос)“ („Δισκόφορος“/„Дискохвъргач“) и „Диадумен(ос)“ (Мъж, увенчаващ се с диадема, т.е. победител в атлетическо състезание, удостоен с лавров венец или друго подобно отличие). Никоя от оригиналните статуи не е запазена, известни са само техни копия, дело на римски скулптори.